# Султанов, Султан Ибрагимович
Султан Ибрагимович Султанов — советский самбист и дзюдоист, советский и российский тренер, Мастер спорта СССР по самбо, Мастер спорта СССР международного класса по дзюдо, Заслуженный тренер СССР.
Тренировался в ДСО «Локомотив» под руководством известного тренера Феликса Куцеля. Становился чемпионом и призёром чемпионатов Вооружённых сил СССР и международного спортивного союза железнодорожников, был чемпионом СССР среди железнодорожников.
В 1978 году Султанов окончил Чечено-Ингушский педагогический институт и сам начал заниматься тренерской деятельностью. В 1984 году воспитанники Султанова добились первых успехов на всесоюзном уровне. В 1986 году Султанов был приглашён на тренерскую работу в молодёжной сборной страны. На первенстве мира в Париже сборная СССР заняла первое место, обойдя сборную Японии, и завоевала 4 золотые и 2 бронзовые медали.
В 1993—2001 годах из-за ситуации в Чечне вынужден был работать в Италии и Болгарии. При первой же возможности вернулся в Россию. В 2001 году возглавил детско-юношескую спортивную школу в Лисках (Воронежская область). В 2010 году переехал в Чечню и принял участие в восстановлении спортшколы общества «Локомотив», в котором начинал свою спортивную карьеру. В том же году начал работать доцентом кафедры физвоспитания Грозненского государственного нефтяного технического университета.
Награждён медалями «За достижения в спорте», «За добросовестный труд», «За заслуги в физической культуре»,  «Ветеран РЖД», «80 лет Госкомспорта России» и «175 лет РЖД»